# 弗里斯蘭山

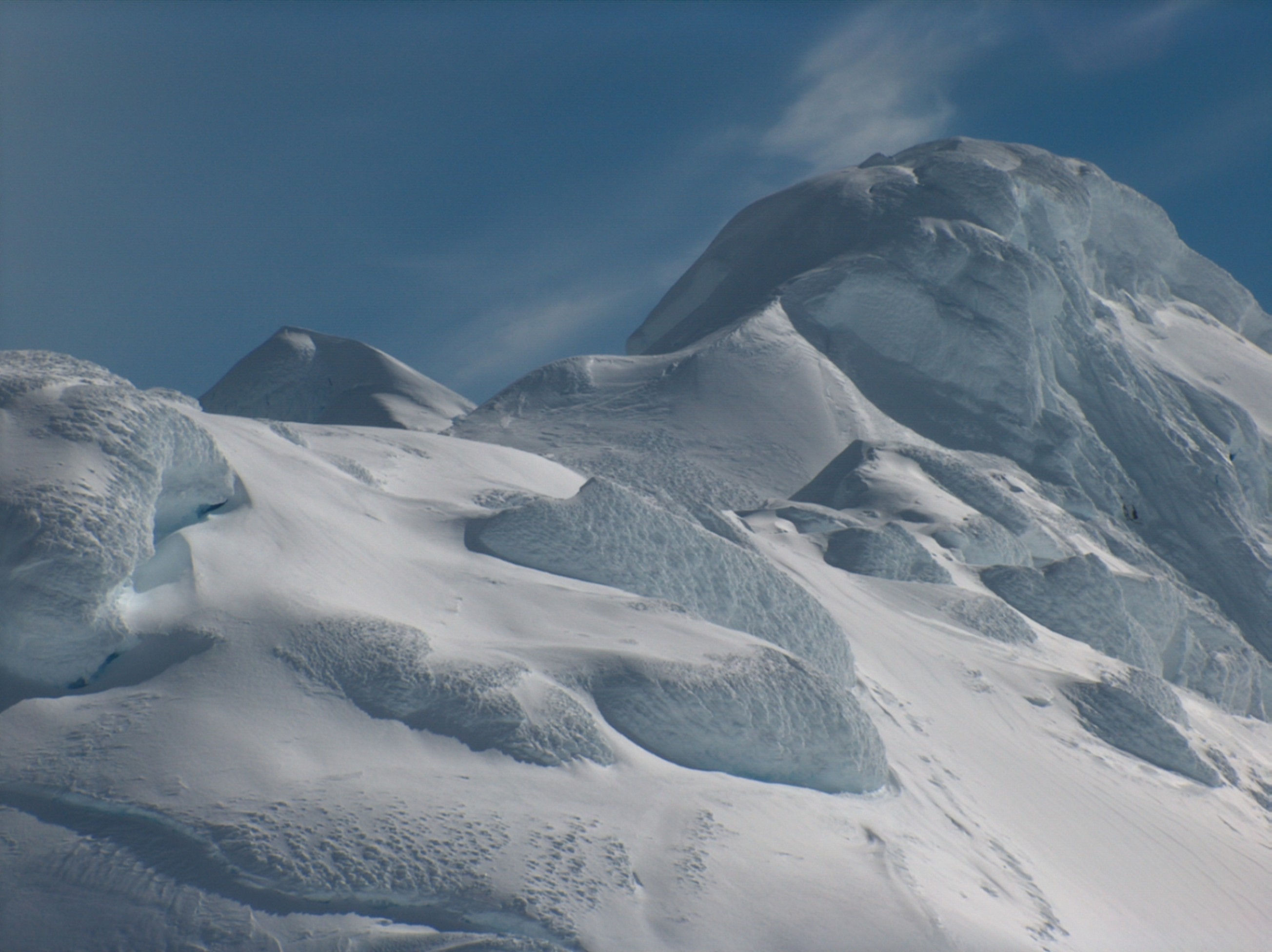

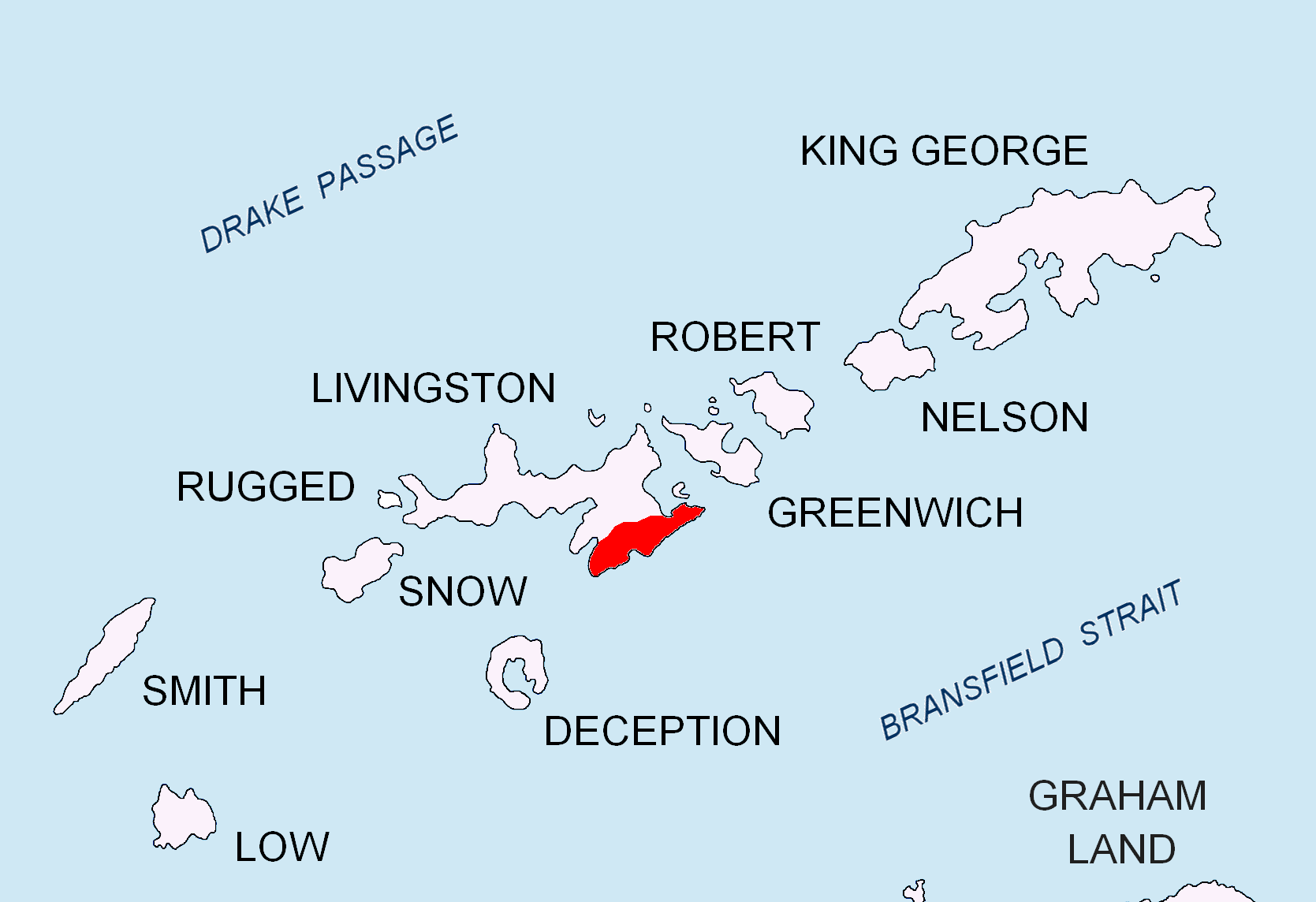

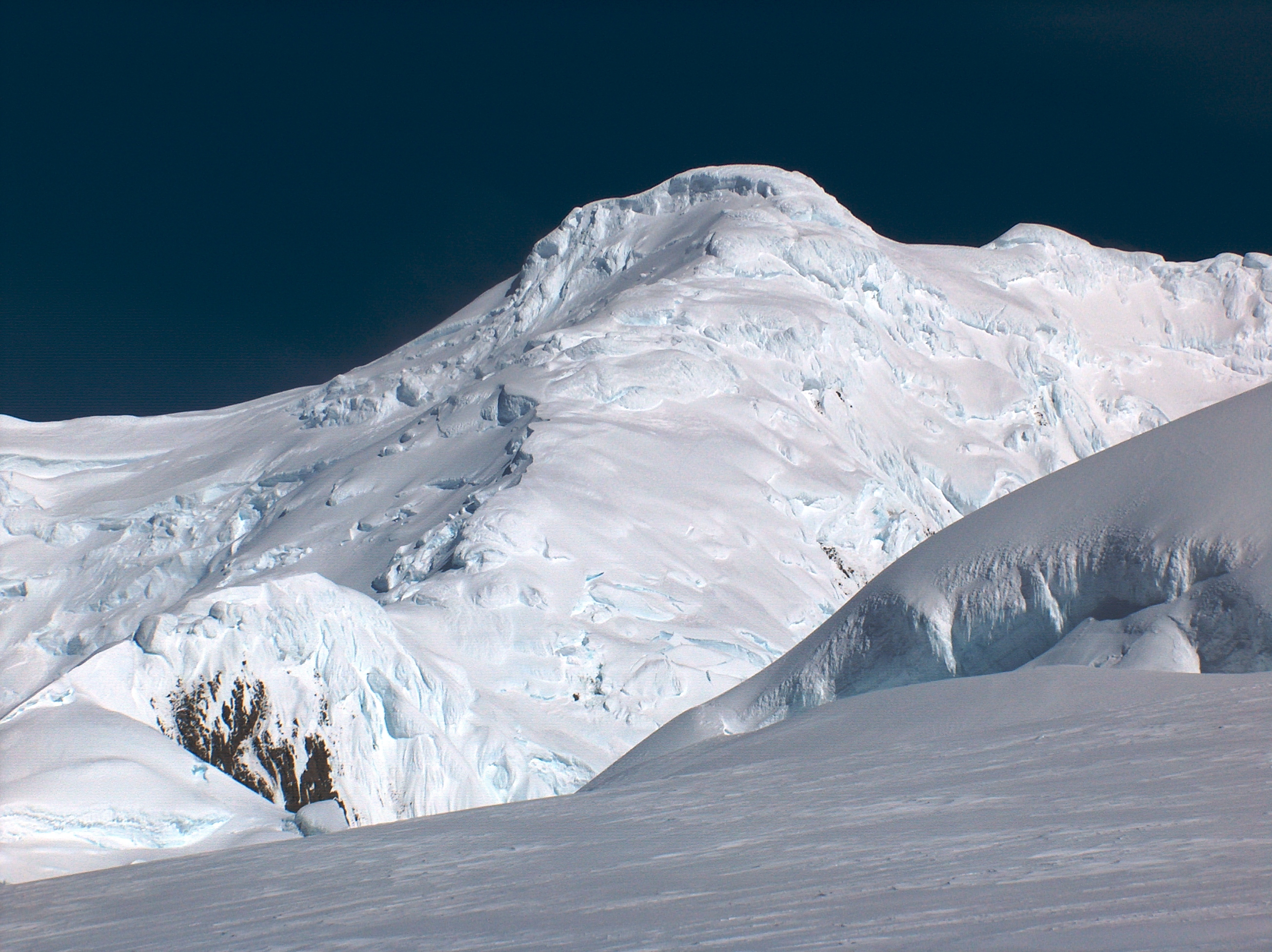

弗里斯蘭山是南極洲的山峰，位於南設得蘭群島的利文斯頓島，屬於騰格里山脈的一部分，海拔高度1,700米，人類在1991年12月30日首次登頂。

## 外部連結
- Antarctic Mountains: Climbing in Antarctica.
- "Mount Friesland, Antarctica" on Peakbagger （页面存档备份，存于）

 本条目引用的公有领域材料来自美国地质调查局的文档《Friesland, Mount》 （資料來自地名信息系统）。